# Erfurt-Nord

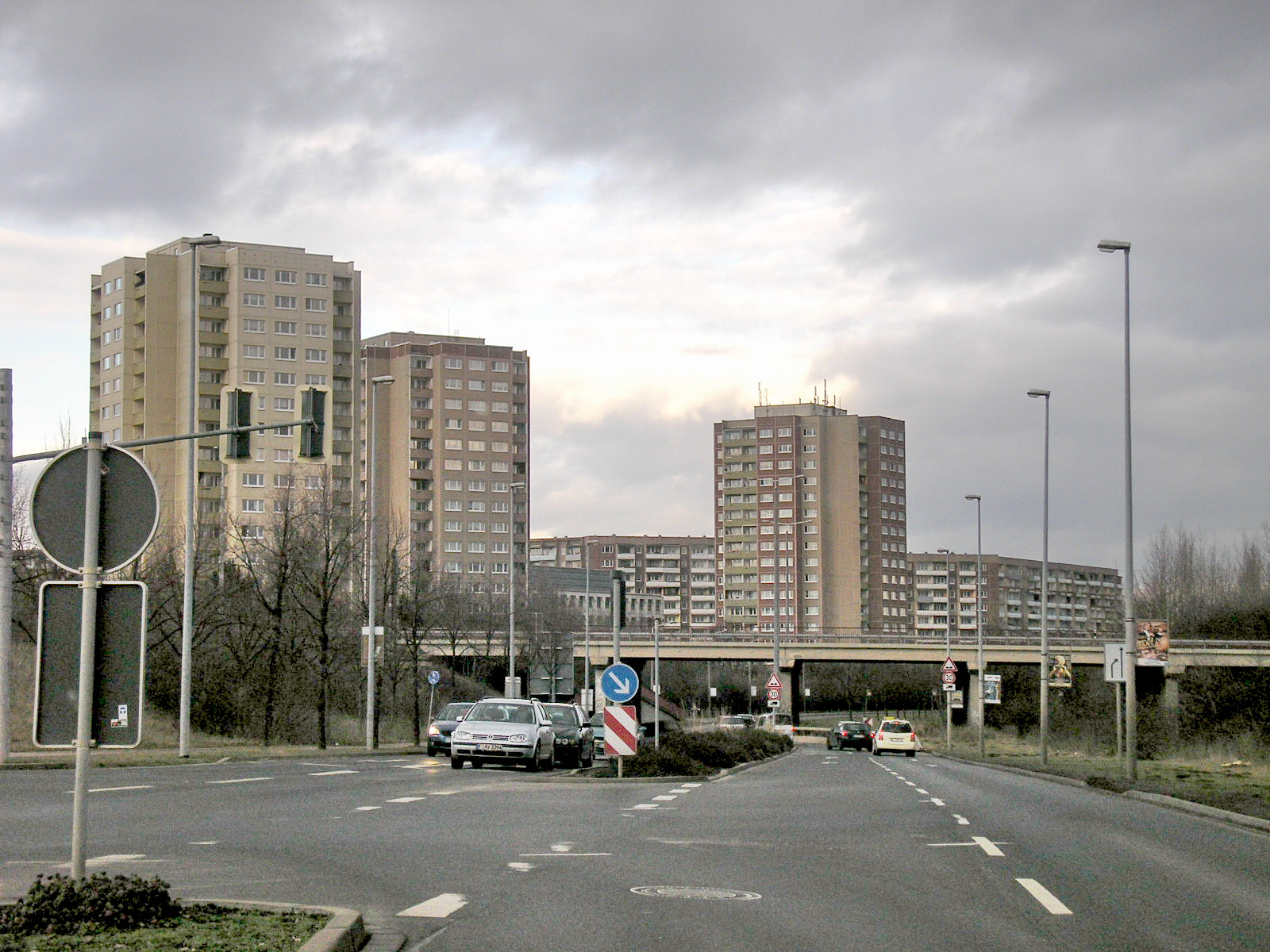
Straße der Nationen in Moskauer Platz (2008)

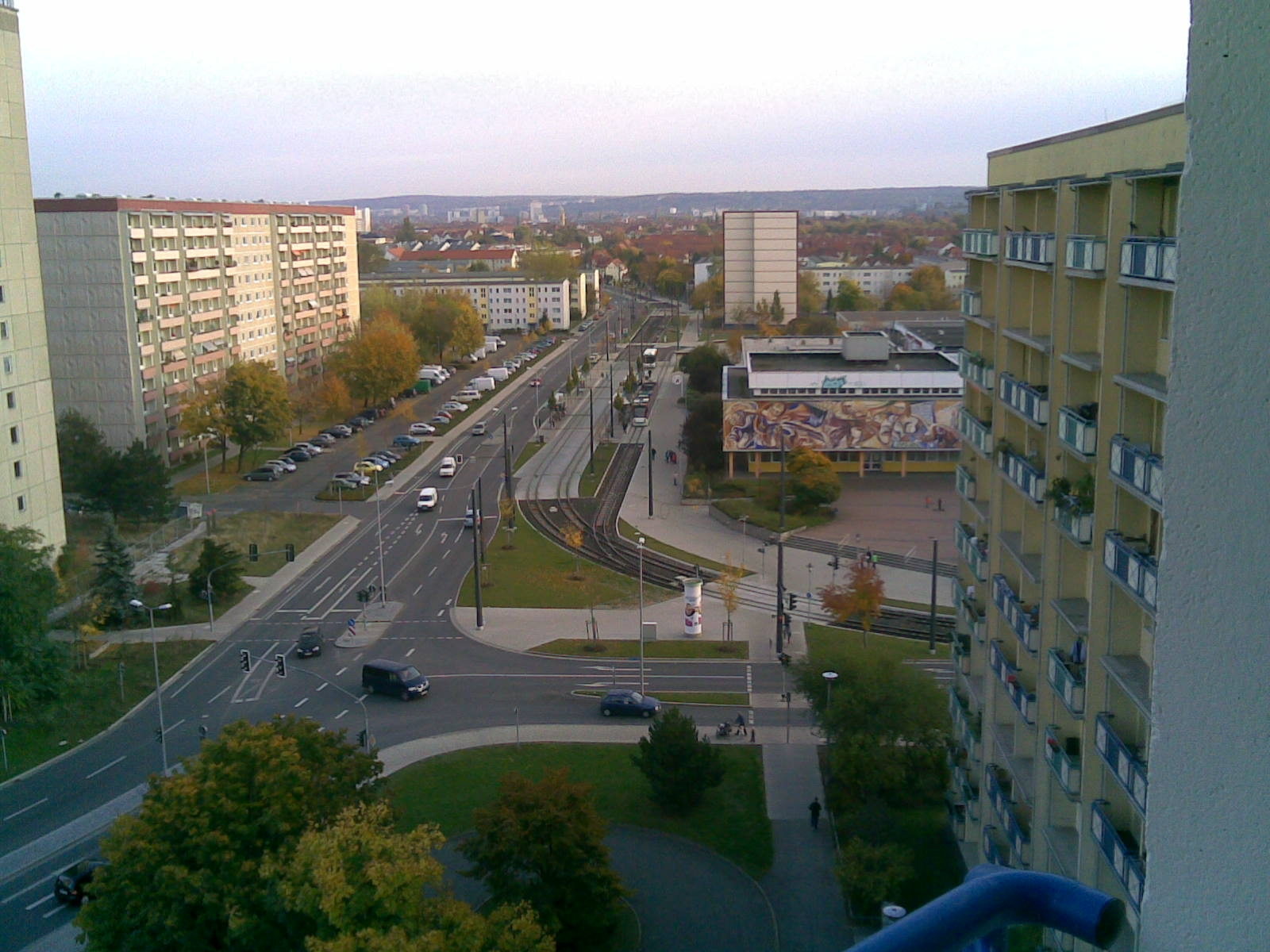
Wohngebiet Rieth in Erfurt-Nord (2008)

Erfurt-Nord ist eine Bezeichnung für nördliche Ortsteile der Stadt Erfurt. Die Bedeutung und das mit diesem Begriff beschriebene Gebiet wechselt im Laufe der Zeit und im Kontext. Erfurt-Nord kann deshalb folgende Bedeutungen haben.

## Ilversgehofen
Die Gemeinde Ilversgehofen entwickelte sich in der zweiten Hälfte des 19. Jahrhunderts von einer agrarischen Gemeinde zu einem beachtlichen Industrieort. Ansässige Industrielle initiierten eine Eingemeindung nach Erfurt, die 1911 erfolgte. Anschließend wurde der neue Erfurter Stadtteil Erfurt-Nord genannt. Der Bahnhof Erfurt Nord befindet sich hier.

## Stadtbezirk von Erfurt
1938 und 1950 wurden weitere Gemeinden nach Erfurt eingemeindet. In den 1960er bis 1980er Jahren war Erfurt in die Stadtbezirke Erfurt-Nord, Erfurt-Mitte und Erfurt-Süd gegliedert.

## Plattenbaugebiete
Die Plattenbaugebiete am Nordrand der thüringischen Landeshauptstadt, die in der Zeit zwischen 1970 und 1990 als Großwohnsiedlungen entstanden, wurden auch Erfurt-Nord genannt. Diese umfassen die heutigen Stadtteile Berliner Platz, Moskauer Platz, Rieth und Roter Berg.
Erfurt-Nord ist neben Erfurt-Südost, Jena-Lobeda und Gera-Lusan eine der vier großen Plattenbausiedlungen Thüringens. Heute leben dort noch etwa 25.000 Einwohner. In den 2000er-Jahren wurden im Rahmen des Stadtumbaus Ost etwa 23 % der Wohnungen im Gebiet abgerissen, mittlerweile ist dieser Prozess abgeschlossen. Er hat eine Stabilisierung des Gebiets erreicht und Erfurt-Nord schrumpft nicht mehr weiter. Der Leerstand ist gering und die Maßnahmen zur Wohnumfeldverbesserung greifen. Insofern waren die Konzepte erfolgreich, wenngleich die Rahmensituation (Bevölkerungswachstum in Erfurt insgesamt, Halbierung der Arbeitslosigkeit gegenüber 2005) erheblich dazu beigetragen hat. Das Durchschnittsalter liegt mit 44,9 bis 48,2 Jahren leicht über dem Erfurter Durchschnitt (44,2 Jahre). Die Infrastruktur in Erfurt-Nord ist in einem guten Zustand mit Anschluss an vier der sechs Stadtbahn-Linien sowie zahlreichen Schulen und Einkaufsmöglichkeiten vor Ort. Auch der bauliche Zustand der Wohnblocks wurde durch Sanierungen verbessert und hat ein gutes Niveau erreicht.

## Heutige umgangssprachliche Bedeutung
Auch wenn Erfurt-Nord heute keine offizielle Verwaltungseinheit mehr ist, wird der Begriff weiterhin in vielfältiger Weise verwendet. Beispiele:
- Vereine (FC Erfurt Nord, Verein der Vogelliebhaber Erfurt-Nord[3], ...)
- Freiwillige Feuerwehr – Verband Erfurt-Nord[4]
- Nordbad (Erfurt) und Nordpark (Erfurt)
- Förderzentrum Erfurt-Nord (FÖZ Nord)[5]
- Gemarkung Erfurt-Nord[6]